# Élections générales de 2018 dans la république populaire de Lougansk
Pour un article plus général, voir Élections générales de 2018 dans le Donbass.
Des élections générales ont lieu à Louhansk le 11 novembre 2018. Elles sont organisées par la république populaire de Lougansk autoproclamée par les pro-russes. Ces élections ne sont pas reconnues par la communauté internationale (notamment par les Nations unies et l'Union européenne) en ce qu'elles sont contraires aux engagements signés par les rebelles à Minsk lors du cessez-le-feu de septembre 2014.
Il s'agit d'élire les 50 membres du Conseil populaire, ainsi que le président de la République.

## Contexte
Les élections ont lieu un an après un coup d'État qui a vu la démission forcée du président de la République Igor Plotnitski et son remplacement par le chef des services secrets Leonid Passetchnik.

## Résultats

### Élection présidentielle
| Nom            | Nom                | Parti | Voix    | %     |
| -------------- | ------------------ | ----- | ------- | ----- |
|                | Leonid Passetchnik | PL    | 596 230 | 68,3  |
|                | Oleg Koval         | UEL   | 144 441 | 16,55 |
|                | Natalia Sergoun    | SE    | 69 396  | 7,95  |
|                | Lyoudmila Rousnak  | SE    | 51 500  | 5,9   |
| Blancs et nuls |                    |       |         |       |
| Total          | Total              | Total |         | 100   |

### Élections législatives
| Parti          | Parti                             | Voix    | %     | Sièges |
| -------------- | --------------------------------- | ------- | ----- | ------ |
|                | Paix pour Lougansk (en)           | 647 013 | 74,12 | 37     |
|                | Union économique de Lougansk (en) | 219 612 | 25,16 | 13     |
| Blancs et nuls | Blancs et nuls                    |         |       | -      |
| Total          | Total                             |         | 100   | 50     |

Source